# Extravagantes Communes
Die Extravagantes Communes sind ein Bestandteil des frühen Kirchenrechts, der im 13. Jahrhundert zu einer Gruppe zusammengefasst wurde. Von Papst Johannes XXII. (1316–1334) wurde sie als Sammlung von Konstitutionen und Dekretalen herausgegeben, die bisher nicht in offizielle päpstliche Editionen eingegangen waren – woher der Name Extravaganten herrührt. In den Fassung Johannes’ XXII enthalten sie auch Kommentare des seit 1280 an der Kurie tätig gewesenen Johannes Monachus († 1313) und des Guilelmus de Monte Lauduno († 1343).
In einer späteren Sammlung werden Dekretalen und Konstitutionen (Verfassungsartikel) zusammengefasst, die von den Päpsten Urban IV. (1261–1264) bis zu Sixtus IV. (1471–1484) stammen. Eine um 1500 entstandene Fassung der Extravagantes Communes ging aus dem „zweiten Anhang“ hervor, der von Jean Chappuis in den letzten Jahren des 15. Jahrhunderts überarbeitet wurde.
Ihre Erstausgabe aus dem Jahr 1500 enthielt 70 Dekretalen, in der zweiten Ausgabe von 1503 wurden 4 Dokumente hinzugefügt. 
Die Bulle Unam sanctam (c. 1 De maior. In Extrav. Comm. I 8) findet sich hier, doch war die Sammlung nicht sehr gründlich.
Zitierweise: c. 2. Extrav. Comm., V, 9.
Zu dieser Sammlung existiert ein in Bayern aufgefundener früher Druck – ein juristischer Sammelband aus dem Jahr 1505 – in der Bayerischen Staatsbibliothek. Das in Schweinsleder gebundene Sammelwerk ist – dem Stil der Zeit entsprechend – mit Blattranken und Fabelwesen ausgeschmückt. Zwei Stifte am Vorderdeckel lassen auf ursprünglich vorhandene, kunstvolle Schließen aus Metall schließen. Ein Hinweis auf zeitweilig intensiven Gebrauch sind seitliche lederne Einmerker, sogenannte Ledernasen. Sie dienten dazu, die Anfänge der einzelnen Texte rasch finden zu können.